# Baleka Mbete

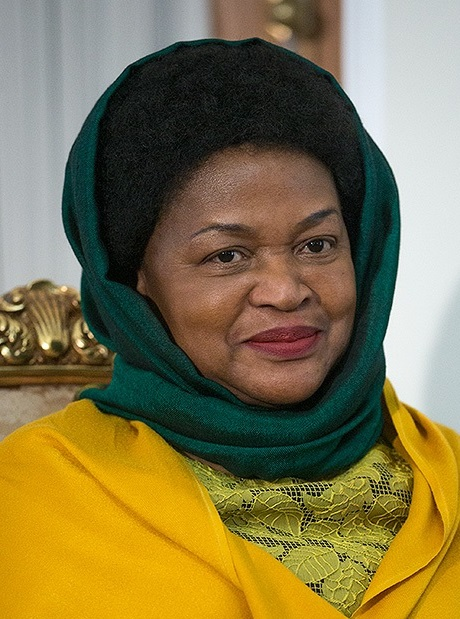
Baleka Mbete (2016)

Baleka Mmakota Mbete (* 24. September 1949 in Clermont; Durban), auch bekannt als Baleka Mbete-Kgositsile, ist eine ehemalige südafrikanische Politikerin des African National Congress (ANC). Sie war von 2014 bis 2019 Speaker (Präsidentin) der Nationalversammlung. Zuvor amtierte sie unter anderem als Vizepräsidentin Südafrikas. 2007 bis 2017 war sie National Chairperson des ANC.

## Leben
Baleka Mbete war das zweite von acht Kindern des Ehepaars Mary und Theophilus Mbete. Ihre Mutter war als Kindergärtnerin und ihr Vater als Angestellter der Bantu-Behörde tätig.
Mbete wuchs im Vorschulalter bei ihrer Großmutter im Norden von Transvaal auf und schloss die Grundschule in Durban ab. 1958 zog sie mit ihrer Familie nach Alice, wo ihr Vater am University College of Fort Hare eine Stelle als Bibliothekar erhalten hatte. Nachdem ihr Vater, ein Mitglied der South African Communist Party, seinen Job aufgrund des Verbotes von politischen Aktivitäten an Universitäten verloren hatte, kam sie an eine Schule in Butterworth. Später wurde sie auf ein Internat bei Durban geschickt. 1973 legte sie am Inanda Seminary ihr Matric ab. Danach arbeitete sie für drei Jahre in verschiedenen Stellungen und suchte während dieser Zeit nach einer weiteren Ausbildung. Sie schrieb sich nun am Eshowe Training College ein, wurde aber nach einigen Monaten wegen Konflikten mit der Schulleitung der Einrichtung verwiesen. Sie wandte sich an das Lovedale Teacher Training College, wo sie 1973 eine Lehrerausbildung planmäßig abschloss. Danach unterrichtete sie an der Isibonelo High school im KwaMashu-Township von Durban.
Mbete engagierte sich in ihrer Zeit in Durban in der KwaMashu Youth Organisation (KYO), eine Partnerorganisation der Natal Youth Organisation (NYO); im Netzwerk des Black Consciousness Movement und suchte den Kontakt zum African National Congress (ANC). In der Freizeit organisierte sie soziopolitische Diskussionszirkel mit interessierten Schülern. Das erregte die Aufmerksamkeit der südafrikanischen Sicherheitspolizei, die ihren Bruder und ein weiteres NYO-Mitglied inhaftierte. Auch sie kam für einige Tage in Haft. Auf Grund dieser Erfahrungen entschied sie sich, als Lehrerin aufzuhören und begann einen Kurs zur Ausbildung für Sekretariatstätigkeiten. Von ihrem inhaftierten Bruder erhielt sie aus dem Gefängnis am John Vorster Square in Johannesburg eine Nachricht mit dem dringenden Hinweis, das Land zu verlassen. Am 10. April 1976 floh sie mit Unterstützung von ANC-Untergrundstrukturen über die Grenze nach Swasiland. Hier arbeitete sie zunächst für den ANC, anschließend wieder als Lehrerin in Mbabane. Im Juli 1977 reiste Baleka Mbete nach Tansania, wo sie eine Stelle bei Radio Freedom annahm und zugleich in der ANC-Abteilung Information and Publicity tätig war. In Folge des Exodus vieler Südafrikaner durch die Unruhen von 1976 schuf der ANC hier 1978 eine Regionalgruppe der African National Congress Women’s League, für die sie zur ersten Sekretärin gewählt wurde.
Im Jahre 1978 heiratete sie den Exilschriftsteller Keorapetse Kgositsile. Mit ihm ging sie 1981 nach Nairobi, wo er an der University of Nairobi unterrichtete. Wegen der Beteiligung am Putschversuch gegen Daniel arap Moi floh Mbete nach Botswana, nahm ihre Arbeit für den ANC wieder auf und wurde Leiterin des Medu Gaborone Arts Ensemble. Nach dem Angriff der südafrikanischen Streitkräfte auf Gaborone im Jahre 1985 musste sie erneut fliehen; mit ihren fünf Kindern hielt sich das Ehepaar zunächst in Simbabwe auf und arbeitete im regionalen Hauptquartier des ANC, ehe sie zu Beginn des Jahres 1987 in das ANC-Hauptquartier nach Lusaka ging, wo sie sich ebenfalls in der ANC Women’s League für zentrale Projekte engagierte.

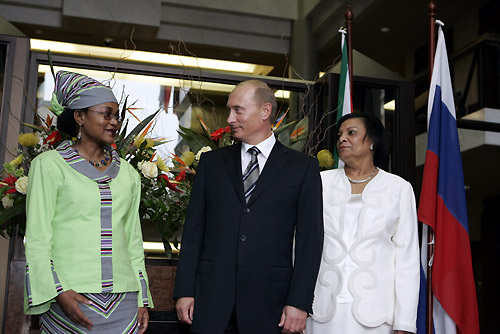
Baleka Mbete (links) 2006 bei einem Staatsbesuch Wladimir Putins in Südafrika

Am 8. Juni 1990 kehrte Mbete nach Südafrika zurück und wurde zur ersten Generalsekretärin der Frauenorganisation gewählt. Von 1994 bis 1996 war sie Sprecherin des ANC, im Anschluss stellvertretende Präsidentin des Nationalversammlung. Ab 2004 war sie erstmals Präsidentin (Speaker) des Parlaments. 2008/2009 war sie im Kabinett Motlanthe Vizepräsidentin des Landes. Sie hatte als Favoritin für den Posten der Präsidentin gegolten, Jacob Zuma hatte jedoch Kgalema Motlanthe vorgeschlagen. 2009 wurde sie zur National Chairperson des ANC gewählt, 2014 wurde sie erneut Präsidentin der Nationalversammlung; 2017 verlor sie das Amt der National Chairperson an Gwede Mantashe. 2019 wurde sie als Parlamentspräsidentin durch Thandi Modise abgelöst. Ihr 2019 verteidigtes Abgeordnetenmandat gab sie daraufhin zurück.